# 绍纳拉
绍纳拉（義大利語：Saonara），是意大利威尼托大区帕多瓦省的一个市镇。总面积13.52平方公里，人口10003人，人口密度739.9人/平方公里（2009年）。国家统计（ISTAT）代码为028085。